# Verbandsgemeinde Westerburg
La comunità amministrativa di Westerburg (Verbandsgemeinde Westerburg) si trova nel circondario del Westerwald nella Renania-Palatinato, in Germania.

## Comuni
Fanno parte della comunità amministrativa i seguenti comuni:
| Comune, città               | Sup. (km²) | Abitanti |
| --------------------------- | ---------- | -------- |
| Ailertchen                  | 5,58       | 630      |
| Bellingen                   | 4,29       | 622      |
| Berzhahn                    | 3,27       | 487      |
| Brandscheid                 | 3,03       | 470      |
| Enspel                      | 1,46       | 276      |
| Gemünden                    | 5,19       | 980      |
| Girkenroth                  | 5,19       | 605      |
| Guckheim                    | 3,77       | 965      |
| Halbs                       | 2,12       | 365      |
| Härtlingen                  | 3,19       | 377      |
| Hergenroth                  | 1,89       | 442      |
| Höhn                        | 13,68      | 3 066    |
| Kaden                       | 2,25       | 565      |
| Kölbingen                   | 4,07       | 987      |
| Langenhahn                  | 5,75       | 1 388    |
| Pottum                      | 4,36       | 1 022    |
| Rotenhain                   | 4,10       | 484      |
| Rothenbach                  | 6,74       | 908      |
| Stahlhofen am Wiesensee     | 2,42       | 371      |
| Stockum-Püschen             | 3,54       | 630      |
| Weltersburg                 | 2,66       | 327      |
| Westerburg, città           | 18,48      | 5 749    |
| Willmenrod                  | 3,63       | 633      |
| Winnen                      | 3,26       | 506      |
| Verbandsgemeinde Westerburg | 111,50     | 22 855   |

(Abitanti al 31 dicembre 2021)